# ديميتريس بيل
ديميتريس كارت بيل (من مواليد 3 مايو 1984)، المعروف سابقًا باسم ديميتريوس بيل، لاعب كرة قدم أمريكية هجومي سابق. بعد لعبه كرة القدم الأمريكية الجامعية مع فريق نورث وسترن ستيت، تم اختياره من قبل فريق بافالو بيلز في الجولة السابعة من مسودة دوري كرة القدم الأمريكية لعام 2008. لعب مع فريق بيلز لثلاثة مواسم وموسم واحد في فيلادلفيا. اشتهر بوصوله إلى دوري كرة القدم الأمريكية ولعبه لخمسة عقود دون أن يلعب أي مباراة في المدرسة الثانوية، أو حتى يلتحق بالجامعة بنية ممارسة كرة القدم الأمريكية. وهو ابن كارل مالون، عضو قاعة مشاهير دوري كرة السلة الأمريكي للمحترفين.

## بداياته
وُلِد بيل، الذي كان يُهجأ اسمه الأول "ديميتريوس" حتى عام 2012 عندما اكتشف أنه يُهجأ في الواقع "ديمترييس"، في عام 1984 لوالدته غلوريا بيل البالغة من العمر 13 عامًا من سمرفيلد، لويزيانا، ووالده كارل مالون، الذي كان حينها لاعب كرة سلة جامعي يبلغ من العمر 20 عامًا ونجم مستقبلي في الرابطة الوطنية لكرة السلة (NBA)، وهو مواطن من سمرفيلد. تحدث مالون وبيل سابقًا في مناسبة واحدة فقط قبل إصلاح علاقتهما في عام 2014.
عندما كان مراهقًا صغيرًا، لعب بيل كرة البيسبول أكثر مما لعب كرة السلة التي كان مالون يمارسها. لم يلعب كرة القدم المنظمة على الإطلاق خلال ذلك الوقت. في النهاية، أثناء المدرسة الثانوية، بدأ في لعب كرة السلة ولعب بشكل جيد بما يكفي للحصول على منحة دراسية في جامعة ولاية نورث وسترن ، حيث لعب في 88 مباراة على مدار مواسم 2003-2004 و2004-2005 و2006-2007. كان بيل واحدًا من أربعة رياضيين فقط في الرابطة الوطنية لرياضة الجامعات لعبوا كرة السلة وكرة القدم في القسم الأول في عام 2007. بعد موسم 2006-2007، قرر التخلي عن كرة السلة للتركيز على تطوره في كرة القدم.

## المسيرة الجامعية
لم تكن مدرسة بيل الثانوية تضم فريق كرة قدم، لذا قبل التحاقه بجامعة نورث وسترن ستيت، لم يلعب كرة قدم منظمة. في خريف عام ٢٠٠٥، ارتدى قميصًا أحمر في موسم كرة السلة وبدأ اللعب مع فريق كرة القدم بالمدرسة. في البداية، وُضع في مركز الطرف الدفاعي. في العام التالي، عانى خط هجوم الفريق من إصابات، فتم نقله إلى مركز الظهير الأيسر. حصل على مرتبة الشرف الثانية في فريق لويزيانا في ذلك الموسم. 
برز بيل في موسمه الأخير عام ٢٠٠٧، بعد أن ركز على كرة القدم فقط. واستمر في خط الهجوم، واختير ضمن أفضل لاعبي لويزيانا وأفضل لاعبي مؤتمر ساوثلاند.
تخرج بيل من جامعة نورث وسترن ستيت في عام 2008.

## المسيرة المهنية

### بوفالو بيلز
تم اختيار بيل من قبل فريق بافالو بيلز في الجولة السابعة من مسودة اتحاد كرة القدم الأميركي لعام 2008. وقد شجعت مهاراته الخام فريق بافالو بيلز، لكنهم اعتبروه مشروعًا طويل الأجل، نظرًا لقلة خبرته في لعب كرة القدم المنظمة لمدة ثلاثة مواسم فقط في تلك المرحلة. ومع ذلك، اختار الفريق وضعه في قائمتهم النشطة، بدلاً من تعيينه في فريق التدريب الخاص بهم، حيث كان من الممكن أن يتم التوقيع معه من قبل فريق آخر. وتماشيًا مع وجهة نظرهم عنه باعتباره عملاً قيد التقدم، لم يتم تفعيل بيل للعب في أي من مباريات الموسم العادي لفريق بافالو بيلز في عام 2008.
في عام 2009، استشهدًا بجودة أداء بيل في معسكرات تدريب ما قبل الموسم وما قبل الموسم لفريق بيلز في ذلك العام، قام مدرب فريق بيلز آنذاك ديك جورون بتثبيت بيل كمعالج أيسر أساسي للفريق للموسم العادي لعام 2009. بعد كسب مراجعات متباينة خلال النصف الأول من الحملة، بما في ذلك عدد مرتفع للغاية من العقوبات ضده، وصل عام بيل إلى نهاية مخيبة للآمال عندما عانى مما سيثبت أنه إصابة في الركبة أنهت موسمه في مباراة الأسبوع العاشر ضد فريق تينيسي تيتانز.

### فيلادلفيا إيجلز
في 4 أبريل 2012، وقّع فريق فيلادلفيا إيجلز عقدًا مع بيل بقيمة قد تصل إلى 34.5 مليون دولار أمريكي على مدى خمس سنوات. بلغت قيمة السنة الأولى من هذا العقد 3.25 مليون دولار أمريكي، ورغم مشاركته في تسع مباريات، منها خمس مباريات أساسية، إلا أنه تعرض لبعض الإصابات، وكان إيجلز ملزمًا بدفع أكثر من ثمانية ملايين دولار أمريكي له لو انضم إلى الفريق في عام 2013. وبالتالي، في 6 فبراير 2013، فُسخ عقد بيل.

### دالاس كاوبويز
في 21 يوليو 2013، تم توقيع بيل من قبل فريق دالاس كاوبويز . تم إطلاق سراحه من قبل فريق كاوبويز خلال فترة ما قبل الموسم في 31 أغسطس 2013. 

## العلاقة مع كارل مالون
أفادت تقارير أن فحوصات الدم المخبرية التي أُجريت لقضية إثبات الأبوة التي رفعتها عائلة بيل عام ١٩٩٦ ضد كارل مالون أشارت إلى احتمال بنسبة تزيد عن ٩٩٪ أن يكون والد بيل إما مالون أو شقيقه التوأم. رفض مالون في البداية الرد على الدعوى، لكنه توصل في النهاية إلى تسوية خارج المحكمة مع عائلة بيل بشأن هذه المسألة. تلقت عائلة بيل دفعة واحدة لم تُكشف عن قيمتها، دون أي نفقة أطفال مستمرة لديميتريس. وفي حديثه لاحقًا عن التسوية، أكد محامي مالون أنها لم تتضمن تحديدًا رسميًا من المحكمة للأبوة، وأشار إلى أن مالون "كان لديه العديد من الإخوة".
على الرغم من أن مالون كانت في العشرين من عمرها وقت حمل غلوريا بيل، التي كانت آنذاك في الثانية عشرة من عمرها، إلا أنها قالت إن عائلتها اختارت عدم ملاحقة مالون جنائيًا بسبب هذه العلاقة. ووفقًا لبيل، ولأن مالون جارها - إذ يبلغ عدد سكان سمرفيلد بضع مئات فقط - لم ترغب عائلتها في رؤيته مسجونًا، خاصةً وأنه لن يكون قادرًا على تقديم أي دعم لديميتريس.
في عام 2008، نشرت صحيفة بوفالو نيوز قصة عن بيل تضمنت ادعاءً بأنه لم يكن يعرف من هو والده حتى بعد تخرجه من المدرسة الثانوية. ومع ذلك، في مقال نُشر عام 1998 في صحيفة سولت ليك تريبيون ، عندما كان بيل يبلغ من العمر 14 عامًا، تحدثت والدته عن خجله من أي شيء له علاقة بمالون لأن مشاعره تأذت بسبب رفض مالون الاعتراف به.
وفقًا لبيل، فقد تحدث إلى مالون في إحدى المرات عندما كان بيل في الثامنة عشرة من عمره. أفاد بيل أن مالون أخبره أنه سيضطر إلى شق طريقه بمفرده، إذ فات الأوان على علاقة الأب والابن بينهما.
بدأ بيل ومالون في إصلاح علاقتهما حوالي عام 2014، وفي عام 2018، قال بيل إنه ومالون يتحدثان ويراسلان "كل يوم تقريبًا" بعد الذهاب في رحلة صيد معًا وكانت بينهما علاقة وثيقة.  قال مالون عن علاقته بأطفاله الأكبر سنًا، "لم أتعامل مع الأمر بشكل صحيح؛ لقد كنت مخطئًا ... الأب الوقت هو أكبر لص موجود، ولا يمكنك استعادة ذلك."
أفاد بيل أنه قريب جدًا من داريل وشيريل فورد، التوأم الأكبر لمالون واللذان كانا أيضًا موضوع دعوى نسب.

## روابط خارجية
- السيرة الذاتية لبافالو بيلز نسخة محفوظة March 31, 2012, على موقع واي باك مشين.
- السيرة الذاتية لفريق فيلادلفيا إيجلز نسخة محفوظة April 9, 2012, على موقع واي باك مشين.